# Venera 7
Venera 7 (en russe : Венера-7) est une sonde spatiale du programme Venera lancée 17 août 1970 par l'Union soviétique vers Vénus.  C'est la première sonde qui réussit à atterrir avec succès sur une autre planète et à transmettre des informations depuis celle-ci vers la Terre.

## Caractéristiques de la sonde
La sonde Venera 7 est modifiée significativement par rapport à Venera 6. En forme d'oeuf, elle comporte un nouvel absorbeur de chocs et un parachute plus petit, pour pouvoir s'approcher plus rapidement de la surface. Le parachute est conçu pour s'ouvrir en deux temps : d'abord d'une surface de 1,8 m2, celle-ci passe à 2,5 m2 au delà d'une température de 200 °C.
La capsule, plus lourde que les précédentes, pèse 490 kg.

## Déroulement de la mission
Le 17 août 1970, une fusée Molniya-M décolle, emportant la sonde Venera 7. Comme lors des précédentes fenêtres de tir vers Vénus, les soviétiques lancèrent une sonde jumelle le 22 août 1970, qu'ils ne purent placer sur la trajectoire vers Vénus, et qu'ils renommèrent Cosmos 359,.
Le 17 novembre 1970, à 31,5 millions de km de la Terre, la sonde effectue une correction de trajectoire.
Elle entre dans l'atmosphère de Vénus le 15 décembre 1970 et atterrit sur la planète le même jour à 5 h 34 min 10 s UTC (coordonnées d'atterrissage 5° S, 351° E). La réalité de cet atterrissage fut incertaine pendant plusieurs semaines, compte tenu des fins d'émissions en cours de descente des précédentes Venera, jusqu'au communiqué de l'agence Tass du 26 janvier 1971, qui décrit le scénario suivant : le freinage aérodynamique ralentit la sonde de 11 km/s à 200 mètres par seconde, et les parachutes s'ouvrirent à environ 60 km d'altitude, sous une pression de 0,7 atmosphère et une température de 25 °C. L'antenne de la capsule fut dépliée et des signaux furent envoyés à la Terre pendant les 35 minutes de descente. Le sol fut touché à 8 h 34 min 10 s (heure française), la pression est alors de 90 atmosphères à plus ou moins 15 atmosphères près, et la température 475 °C à 20 °C près. Durant 23 minutes, des signaux cent fois plus faibles que lors de la descente furent émis après que la sonde eut atterri, probablement parce que la capsule avait rebondi sur le côté et que l'antenne de transmission n'était pas correctement dirigée pour une bonne transmission avec la Terre.